# Creux des Sarrazins
Le Creux des Sarrazins est une combe de France située en Haute-Savoie, dans le massif des Bornes, au-dessus du village du Petit-Bornand.

## Géographie
Le Creux des Sarrazins est situé dans le Nord-Ouest du massif des Bornes, au-dessus de la vallée du Borne située à l'est. Cette combe recoupe l'extrémité septentrionale de la montagne des Frêtes, s'étageant entre 1 350 mètres d'altitude sous le refuge de Spée au sud-est et 1 688 mètres d'altitude au col de Spée au nord-ouest. Son fond couvert de forêt et d'alpages est encadré de falaises et d'éboulis. Un chemin et un sentier parcourent le vallon, permettant de relier le plateau des Glières et la vallée du Borne au sud au Champ Laitier et la roche Parnal au nord.
L'origine de ce vallon serait liée à la présence de la faille de Spée, orientée nord-ouest-sud-est et qui recoupe perpendiculairement l'anticlinal des Frêtes qui forme la montagne du même nom. Cette faiblesse tectonique dans la structure karstique du calcaire urgonien formant le toit de l'anticlinal aurait ainsi facilité le travail de l'érosion par agrandissement des fissures. De plus, les deux blocs sont décalés verticalement par la faille, ce qui explique la différence d'altitude de 200 mètres entre les deux crêts bordant la combe, 1 910 mètres d'altitude pour la montagne des Frêtes au sud contre 1 732 mètres d'altitude pour le crêt au nord.